# Constantin Eraclide
Constantin Eraclide (n. 7 iulie 1819 – d. noiembrie 1875) a fost un politician și ministru român.